# Lữ đoàn Công binh 550, Quân đội nhân dân Việt Nam
Lữ đoàn công binh 550 hay Đoàn Công binh N50 tiền thân là Lữ đoàn Công binh 25 là một Lữ đoàn công binh của Quân đội nhân dân Việt Nam. Trụ sở của Lữ đoàn hiện đóng tại thành phố Thuận An, tỉnh Bình Dương. 
Lữ đoàn được thành lập ngày 20 tháng 7 năm 1974 tại miền Đông Nam Bộ, ban đầu trực thuộc Quân đoàn 4, hiện nay thuộc Quân khu 7. Lữ đoàn 550 từng tham gia vào chiến dịch Nguyễn Huệ năm 1972 của Quân đoàn 4, cuộc tổng tiến công và nổi dậy xuân 1975. Bên cạnh đó, Lữ đoàn còn tham gia phục vụ chiến đấu tại Campuchia thời kỳ xảy ra cuộc chiến tranh biên giới Tây Nam. Lữ đoàn được Nhà nước Việt Nam tặng thưởng danh hiệu Anh hùng lực lượng vũ trang nhân dân (29 tháng 8 năm 1985).

## Lịch sử hình thành và chiến đấu

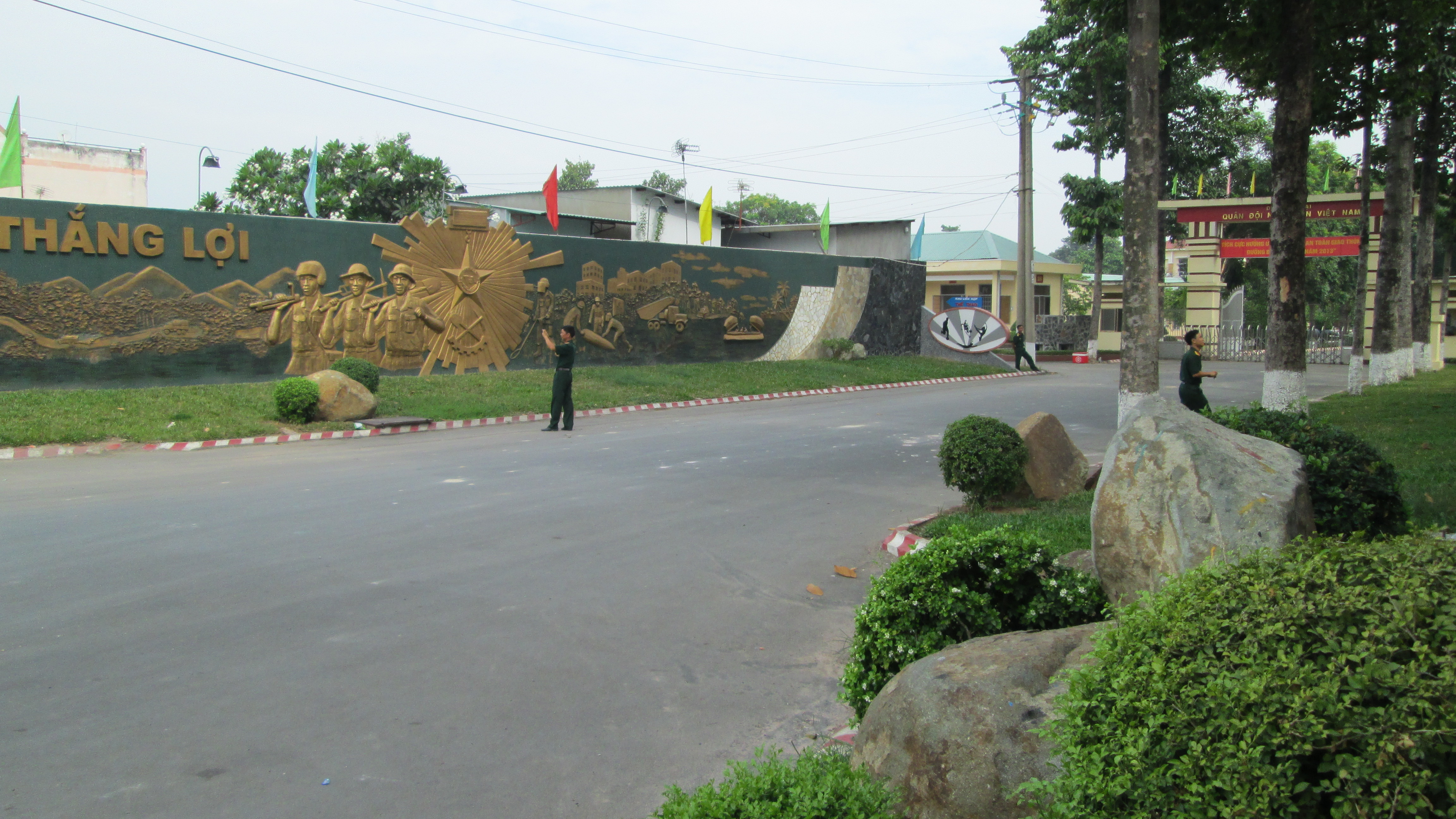
Cổng chính Trung đoàn E550

Lữ đoàn Công binh 550 mà tiền thân là Lữ đoàn Công binh 25 hình thành từ một số Sư đoàn và tiểu đoàn được thành lập vào khoảng những năm 1965 đến 1970. Các đơn vị này có nhiệm vụ chủ yếu là đánh phá các tuyến giao thông quan trọng của Quân đội Việt Nam Cộng hòa, đồng thời đảm bảo công binh cho các đơn vị chủ lực khác:
Ngày 2 tháng 9 năm 1965, Sư đoàn 9 (mật danh là công trường 9) được thành lập cùng với các Lữ đoàn bộ binh, các tiểu đoàn binh chủng, trong đó có Tiểu đoàn công binh được thành lập.
Ngày 5 tháng 9 năm 1965, Tiểu đoàn Công binh 15 (thuộc Sư đoàn 304) được lệnh hành quân vào khu vực miền Đông Nam Bộ, nhiệm vụ của tiểu đoàn này là bảo đảm công binh cho các đơn vị chủ lực Miền, đồng thời làm nòng cốt xây dựng các đơn vị công binh thuộc Bộ tư lệnh Miền.
Tháng 11 năm 1966, Tiểu đoàn Công binh 739 (lúc đầu còn gọi là Đoàn 739 thành lập tại Hà Tây), tiểu đoàn này cũng được lệnh di chuyển xuống đóng quân tại chiến trường miền Nam.
Trong thời kỳ này, nhằm đảm bảo công binh cho các trận đánh hiệp đồng binh chủng quy mô lớn, và đáp ứng yêu cầu bảo đảm tuyến đường vận chuyển vũ khí. Cuối năm 1968, hai tiểu đoàn Công binh 274 và 25 của Sư đoàn 1 từ Tây Nguyên được lệnh hành quân tiến vào chiến trường Đông Nam Bộ, ngoài ra còn có sự bổ sung của Tiểu đoàn Công binh 739.
Ngày 15 tháng 9 năm 1969, Bộ tư lệnh Miền quyết định thành lập Tiểu đoàn Công binh 25 trực thuộc Miền, quân số của tiểu đoàn này được tách ra từ hai tiểu đoàn 274 và 25, nhiệm vụ chủ yếu của đơn vị này là đánh phá giao thông trên tuyến đường 13, đây là con đường duy nhất vận chuyển vũ khí quân dụng cho quân đội Sài Gòn và Mỹ tại Thủ Dầu Một, Bình Long, Phước Long, trong đó có các thị xã quan trọng như Hớn Quản, Lộc Ninh.
Cuối năm 1969, Bộ tư lệnh Miền tiến hành thành lập Tiểu đoàn Công binh 26 với nhiệm vụ đánh phá giao thông trên tuyến đường 22. Đến ngày 20 tháng 4 năm 1970, Tiểu đoàn Công binh 276 được thành lập, đơn vị này có nhiệm vụ đánh phá giao thông, kết hợp nhiệm vụ đào hầm hào, mở đường cho pháo binh và các lực lượng chiến đấu tiến đánh Lộc Ninh, Phước Long, Hớn Quảng.
Ngày 20 tháng 7 năm 1974, Quân đoàn 4 được thành lập, trong quyết định thành lập các đơn vị binh chủng của quân đoàn này có Lữ đoàn Công binh 25. thành phần chủ yếu của Lữ đoàn bao gồm các đơn vị công binh trực thuộc Bộ tư lệnh Miền, sở chỉ huy ban đầu của Lữ đoàn được đặt tại khu rừng suối Bà Hào. Đến cuối năm 1974, đơn vị này được tăng cường thêm Tiểu đoàn Công binh 282.

### Chiến dịch giải phóng đường 14
Ngày 11 tháng 10 năm 1974, Lữ đoàn Công binh 25 được giao nhiệm vụ bảo đảm công binh cho Quân đoàn 4 mở chiến dịch giải phóng đường 14, thị xã Phước Long, Phước Bình, Chơn Thành. Đại đội 17 (trực thuộc Lữ đoàn) đã tiến hành dùng phà 35 tấn để làm cầu cho các đơn vị chủ lực khác vượt sông Trà Thanh.
Sau hơn 27 ngày đêm tiến hành nhiệm vụ đảm bảo công binh, Lữ đoàn đã đưa được 197 xe các loại qua sông với 1800 tấn sắt thép gồm 25 khẩu pháo cao xạ 37 ly, 6 khẩu pháo cao xạ 57 ly, 8 khẩu pháo 85 ly, 11 cối 160 ly và 15 xe tăng T54B. Cùng vơi1 đó, các Tiểu đoàn 25, 276 đã tiến hành sửa chữa, làm mới nhiều km đường cơ giới, làm hàng chục cầu, ngầm, dỡ bỏ hàng chục ngàn quả mìn các loại, đảm bảo giao thông cho các đơn vị chủ lực khác của Quân đoàn 4 tiến vào tỉnh Phước Long và tiến hành mở thông đường 13, 14, 17...

### Tham gia chiến dịch Nguyễn Huệ[1]
Ngày 1 tháng 4 năm 1972, chiến dịch Nguyễn Huệ nổ ra, Tiểu đoàn Công binh 25 và 276 được giao nhiệm vụ đảm bảo công binh trên các tuyến đường chủ yếu như đường 13, 14, 22,... đồng thời đảm bảo cơ động cho Sư đoàn 5 vây hãm Lộc Ninh trên quốc lộ 13. Phía tây đường 13, 1 đại đội của Tiểu đoàn 25 và 739 làm nhiệm vụ hỗ trợ cho Tiểu đoàn xe tăng 20 cùng pháo binh tiến công vào trận địa Tuy Khắc, Măng Khải. Ở phía đông đường 13, Tiểu đoàn 276 và một đại đội của Tiểu đoàn 25 tiếp tục mở đường, làm ngầm, bến lội qua sông Măng để đưa pháo vào trận địa. Đây là chiến dịch tiên có xe tăng tham gia trên chiến trường Nam Bộ.
Sau khi chiến dịch Nguyễn Huệ kết thúc với thắng lợi thuộc về phe..., Tiểu đoàn 25 đã được Hội đồng Chính phủ tặng thưởng danh hiệu "Tiểu đoàn thành đồng quyết thắng" và Huân Chương Quân công giải phóng hạng Ba. Tiểu đoàn 276 được tặng thưởng cờ "Phục vụ xuất sắc" và "Huân chương Chiến công hạng Ba".

### Chiến dịch Hồ Chí Minh năm 1975
Để chuẩn bị cho cuộc tổng tiến công mùa xuân năm 1975, ngay từ đầu năm 1975, các tiểu đoàn công binh của Lữ đoàn đã được phân công phối thuộc cho các sư đoàn bộ binh. Tháng 2 năm 1975, tiểu đoàn 276 đi cùng Sư đoàn 7 bắt đầu khảo sát đường 2. Tiểu đoàn 25 cùng Sư đoàn 9 chuẩn bị chiến trường hướng Dầu Tiếng - Tây Ninh. Bộ chỉ huy Lữ đoàn đã chia thành 2 bộ phận chỉ huy 2 hướng Tây và Đông đường 13.
Trên hướng Tây đường 13, tiểu đoàn 25 bảo đảm cho Sư đoàn 9 và các đon vị binh chủng đánh chiếm thị trấn Dầu Tiếng, Chơn Thành nối thông đường 13 với 14, tạo hành lang cơ động và phương tiện quy mô lớn vào chiến trường chính. Ở hướng Đông, tiểu đoàn 276 từ Đồng Xoài mở đường 14 qua sông Mã Đà đến ngã 2 Cây Khổ được chia làm hai nhánh, một nhánh xuốn bến Cây Gáo, một qua bến Tà Lài, nhằm thực hiện đúng kế hoạch đêm 17 tháng 3 năm 1975, bộ binh, xe tăng và pháo binh của quân giải phóng vượt sông Đồng Nai an toàn. 5 giờ sáng ngày 18 tháng 3 năm 1975, Sư đoàn 7 bắt đầu nổ súng đánh chiếm Định Quán đúng kế hoạch. Sau đó tiểu đoàn 276 tiếp tục mở đường từ Tà Lài lên hướng Bắc - Tây Bắc bảo đảm cho Sư đoàn 7 tấn công Bảo Lộc và Lâm Đồng.
Đầu tháng 4 năm 1975, để bảo đàm công binh cho Quân đoàn phát triển chiến đấu. Lữ đoàn được giao nhiệm vụ bảo đảm đường cơ động trên 3 hướng chính, Lữ đoàn đã tập trung toàn bộ lực lượng và phương tiện nhằm thực hiện mục tiêu này. Trên hướng Đông, tiểu đoàn 276 bảo đàm đường công binh cho Quân đoàn tiến công thị xã Xuân Lộc. Sau đó mở đường từ Xuân Lộc đến Long Thành, làm ngầm, bắc cầu đảm bảo vượt sông Đồng Nai, khắc phục vật cản trên đường tiến quân bảo đảm cho Sư đoàn 7 tiến công vu hồi vào Bàu Cá - Biên Hòa. Trên hướng Tây đường 13, tiều đoàn 25 cùng các lực lượng của Lữ đoàn bảo đảm công binh cho Sư đoàn 9 đánh chiếm chi khu Dầu Tiếng - Chơn Thành, giải phóng quận lỵ Chơn Thành và tỉnh Bình Long.
17 giờ ngày 26 tháng 4 năm 1975, tại ngã ba Dầu Giây, Lữ đoàn được giao nhiệm vụ bảo đảm công binh cho các lực lượng của Quân đoàn tiến công quân đối phương trên quốc lộ 1 từ Bàu Cá đến Hố Nai - Biên Hòa và tiến vào Sài Gòn. Hàng ngàn chiến sĩ của Lữ đoàn đã phải khắc phục những vật cản của đối phương, đặc biệt là các loại mìn bộ binh và mìn chống tăng bố trí dày đặc dưới làn hỏa lực ác liệt.
11 giờ ngày 30 tháng 4 năm 1975, chiến dịch Hồ Chí Minh toàn thắng. Lữ đoàn được phân công chiếm lĩnh, kiểm soát khu vực Bộ tư Lệnh Hải quân Việt Nam Cộng hòa, cảng Bạch Dằng. Sở chỉ huy Lữ đoàn đóng tại BTL hải quân VNCH. Kết thúc chiến dịch này, đại đội 2 tiểu đoàn 25 được phong tặng danh hiệu "Anh hùng lực lượng vũ trang nhân dân".

### Thực hiện nghĩa vụ quốc tế tại Campuchia
Ngày 30 tháng 4 năm 1977, Campuchia chính thức phát động cuộc tấn công xâm lấn biên giới phía Tây Nam Việt Nam. Ngày 25 tháng 9 năm 1977, cán bộ chiến sĩ của Lữ đoàn công binh 25 được lệnh lên đường ra mặt trận. Lữ đoàn chọn Gò Dầu - tây Ninh làm nơi đóng quân với nhiệm vụ chính là xây dựng và bảo vệ Sở chỉ huy Quân đoàn, bảo đảm vượt sông và binh khí kỹ thuật qua sông Vàm Cỏ. Ngày 5 tháng 12 năm 1977, tiểu đoàn 17 đã dũng cảm bảo vệ cầu phà để xe tăng và thiết giáp Lữ đoàn 22 vượt sông an toàn.
Năm 1978, lữ đoàn thực hiện nhiệm vụ dò mìn, sửa dường cơ động bảo đảm cho Sư đoàn 341 và Sư đoàn 9 tấn công Bavet2, Sư đoàn 7 tiến công quân Polpot tại ngã 3 Trâu Chết. Tiểu đoàn 17 và lực lượng tăng cường của Lữ đoàn đã dùng thùng phuy liên kết với nhau bằng dây cáp thành cầu phao dài 220, cách Bến Sỏi 2.5 Km bảo đảm cho bộ đội vượt sông an toàn.

## Thành tích
- Ngày 1 tháng 4 năm 1975, Lữ đoàn 550 được Hội đồng Cố vấn Chính phủ Cách mạng lâm thời Cộng hòa Miền Nam Việt Nam trao tặng Huân chương Chiến công giải phóng hạng Nhì.
- Ngày 4 tháng 8 năm 1983, Lữ đoàn được Nhà nước Việt Nam tặng thưởng Huân chương Chiến công hạng Ba.
- Năm 1984 và 1985, Chính phủ Cách mạng Campuchia trao tặng Lữ đoàn 2 Huân chương chiến công hạng Nhất vì những đóng góp tại đây.
- Ngày 21 tháng 5 năm 1987, Lữ đoàn được Nhà nước tặng thưởng Huân chương Chiến công hạng Nhất.
- Ngày 9 tháng 8 năm 1985, Lữ đoàn 550 được Nhà nước và Chính phủ Việt Nam tuyên dương danh hiệu "Anh hùng lực lượng vũ trang nhân dân".
- Ngày 29 tháng 8 năm 1985, được Nhà nước trao tặng Huân chương Quân công hạng Nhì với thành tích "Hoàn thành xuất sắc nhiệm vụ quốc tế ở Campuchia".